# Gustave Lanctot
Pour les articles homonymes, voir Lanctôt.
Gustave Lanctot, né le 5 juillet 1883 à Saint-Constant dans le comté de Laprairie et décédé le 2 février 1975 à l'âge de 91 ans, est un écrivain, historien, journaliste et soldat québécois.
Avec Marcel Trudel, il est considéré comme l'un des principaux historiens québécois « modernes ».

## Biographie
Gustave Lanctot a effectué des études classiques au Collège de Montréal. Il a par la suite étudié à l'Université de Montréal en droit et a été admis au barreau en 1907. Entre 1907 et 1909, il a été journaliste au Canada et à La Patrie. Grâce à une bourse d'études de Lord Strathcona, il part étudier l'histoire et les sciences politiques en Angleterre, à l'Université d'Oxford (1909-1911), puis la littérature à la Sorbonne à Paris (1911).
De retour au Canada, Gustave Lanctot travaille aux Archives publiques en 1912. Il s'enrôle dans l'armée en 1915 et y reste jusqu'en 1918. Pendant la Première Guerre mondiale, il réalise une mission spéciale pour le Canada, en rassemblant les documents d'archives sur la guerre. En 1919, il décroche un doctorat de l'Université de Paris avec une thèse intitulée L'Administration de la Nouvelle-France : l'administration générale. Il travaille de nouveau aux Archives publiques du Canada en tant que directeur de la section française. En 1937, il est nommé archiviste du Dominion, poste qu'il occupe jusqu'à sa retraite en 1948.
En plus de sa carrière aux Archives publiques, Gustave Lanctot a enseigné à l'Université d'Ottawa. Il a d'ailleurs été nommé professeur émérite d'histoire et de méthodologie dans cette institution. Il a aussi été membre de plusieurs sociétés, notamment la Société historique du Canada dont il est le président en 1941; la Société royale du Canada dont il est membre dès 1926 et président en 1948-1949; la Société canadienne d'histoire de l'Église catholique; l'Académie canadienne-française.

## Œuvres
Gustave Lanctot a publié de nombreuses œuvres, dont:
- Faussaires et Faussetés en histoire canadienne (1948):
- L'Œuvre de la France en Amérique du Nord (1951);
- Filles de joie ou Filles du roi : étude sur l'émigration féminine en Nouvelle-France (1952);
- Histoire du Canada (1959);
- Le Canada et la Révolution américaine (1965);
- Montréal sous Maisonneuve 1642-1665 (1966);
- L'Administration de la Nouvelle-France (1971)[4].

Gustave Lanctot a également publié dans plusieurs revues savantes et périodiques, dont: Canadian Historical Association Report; Mémoires de la Société royale du Canada; Revue de l'Université d'Ottawa.

## Prix et distinctions
- 1925 - Prix David
- 1929 - Prix David
- 1943 - Médaille J. B. Tyrrell
- 1945 - Prix David
- 1949 - Prix de la langue-française de l’Académie française
- 1961 - Prix Champlain
- 1962 - Prix Montcalm
- 1963 - Prix Broquette-Gonin (littérature) de l’Académie française, Histoire du Canada
- 1963 - Prix du Gouverneur général, Histoire du Canada
- 1965 - Médaille du Conseil des arts du Canada
- 1967 - Officier de l'Ordre du Canada
- Membre de la Légion d'honneur